# Ardisia verbascifolia
Ardisia verbascifolia Mez – gatunek roślin z rodziny pierwiosnkowatych (Primulaceae). Występuje naturalnie w Wietnamie oraz Chinach (w prowincjach Hajnan i Junnan). 

## Morfologia
PokrójZimozielony półkrzew dorastający do 0,3 m wysokości, tworzący kłącza.
LiścieBlaszka liściowa ma eliptyczny lub eliptycznie owalny kształt. Mierzy 12–15 cm długości oraz 5–8 cm szerokości, jest karbowana na brzegu, ma tępą nasadę i ostry lub spiczasty wierzchołek. Ogonek liściowy jest nagi i ma 15–35 mm długości.
KwiatyZebrane w wierzchotkach wyrastających z kątów pędów lub niemal na ich szczytach. Mają działki kielicha o podługowato lancetowatym kształcie i dorastające do 6 mm długości. Płatki są owalne i mają różową barwę.
OwocPestkowce mierzące 6 mm średnicy, o kulistym kształcie.

## Biologia i ekologia
Rośnie w lasach oraz na brzegach cieków wodnych. 